# Franz Ritter von Epp

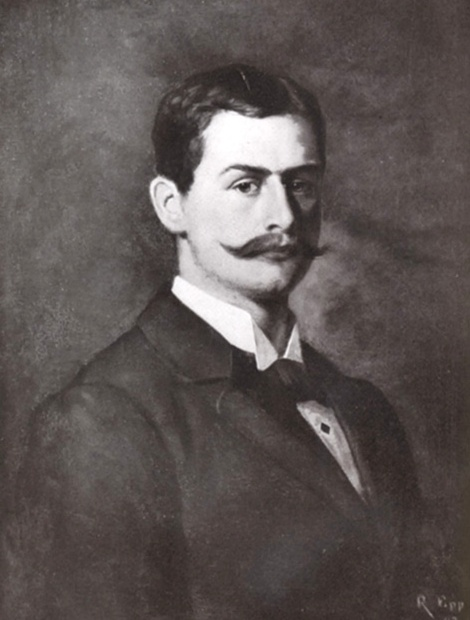
Franz Epp, 1893, gemalt von seinem Vater Rudolf Epp

Franz Xaver Epp, seit 1916 Ritter von Epp (* 16. Oktober 1868 in München; † 31. Januar 1947 ebenda), war ein deutscher Berufssoldat, Politiker (NSDAP) und von 1933 bis 1945 Reichsstatthalter in Bayern.

## Leben

### Herkunft und Schule
Epp war das älteste von drei Kindern des katholischen Kunstmalers Rudolf Epp und dessen Frau Katharina († 1912). Er hatte zwei jüngere Schwestern, Helene und Auguste. In München besuchte er die Volksschule und ein Gymnasium.

### Berufsoffizier
Nach dem Abitur trat Epp am 16. August 1887 als Dreijährig-Freiwilliger in das 9. Infanterie-Regiment „Wrede“ ein und wurde Berufsoffizier der Bayerischen Armee. Von 1896 bis 1899 absolvierte Epp die Kriegsakademie, die ihm die Qualifikation für die Adjutantur und das Lehrfach sowie in zweiter Linie für den Generalstab aussprach. Von 1896 bis 1900 gehörte er dem 19. Infanterie-Regiment „König Viktor Emanuel III. von Italien“ an. Im Jahr 1900 ging Epp als Freiwilliger zum Ostasiatischen Infanterieregiment nach China, wo er allerdings erst nach der Niederschlagung des Boxeraufstandes ankam, am Gefecht bei Njang-tse-Kuan teilnahm und am 17. August 1901 wieder ausschied. Darauf wurde er wieder in das 19. Infanterie-Regiment eingestellt, jedoch ohne Kommando. Ein solches erhielt er erst am 11. Juli 1904 als Kompanieführer des 1. Feldregiments der Kaiserlichen Schutztruppe für Deutsch-Südwestafrika, wo er an den Kämpfen gegen die Herero und deren Vernichtung teilnahm, zum Schluss im Rang eines Hauptmanns.
Nach seiner Rückkehr nach Bayern 1906 wurde Epp bis 1908 Kompaniechef im Infanterie-Leib-Regiment. 1908 bis 1912 war er als Adjutant beim Stab der 3. Division in Landau in der Pfalz. 1912 folgte die Beförderung zum Major und Kommandeur des II. Bataillons des Leib-Regiments. In dieser Funktion begann seine Teilnahme am Ersten Weltkrieg.
1914 kämpfte er an der Westfront unter anderem bei Saarburg, wofür er das Eiserne Kreuz erhielt. Im gleichen Jahr folgten seine Beförderung zum Oberstleutnant und die Ernennung zum Kommandeur des Leib-Regiments. Ab Mitte 1915 wurde er in Südtirol und später im selben Jahr in Serbien und an der griechischen Grenze eingesetzt. 1916 war das Leib-Regiment mit Epp vor Verdun an der Einnahme von Fleury beteiligt, wofür er am 23. Juni 1916 das Ritterkreuz des Militär-Max-Joseph-Ordens verliehen bekam. Durch die damit verbundene Erhebung in den persönlichen Adel durfte er sich ab diesem Zeitpunkt Ritter von Epp nennen.
Im Herbst 1916 nahm er an der Schlacht bei Hermannstadt teil. 1917 wurde er wiederum in Rumänien, für kurze Zeit an der Westfront sowie im Herbst in den venezianischen Alpen eingesetzt, 1918 bei der Schlacht um den Kemmel während der deutschen Frühjahrsoffensive. Für die Erstürmung des Kemmelberges 1918 bekam er den Orden Pour le Mérite verliehen. Am Ende des Ersten Weltkrieges hatte er den Rang eines Obersten inne.
Anfang 1919 bekam Epp vom Reichswehrminister Gustav Noske den Auftrag zur Bildung eines bayerischen Freikorps für den Grenzschutz Ost. Das Freikorps Epp wurde im thüringischen Ohrdruf gegründet, weil die bayerische Regierung unter Ministerpräsident Kurt Eisner zuvor die Grenzschutzwerbung durch die Reichsregierung verboten hatte. Das Freikorps war mit seinen 700 Mann im April und Mai 1919 zusammen mit anderen „weißen“ Einheiten an der blutigen Niederschlagung der Münchner Räterepublik beteiligt. Danach wurde Epp mit seinem Freikorps in die neue Reichswehr übernommen. Das Freikorps bildete den Grundstock der Reichswehr-Schützen-Brigade 21, deren Kommandeur Epp wurde. Außerdem waren ihm die Stadtpolizei, die Einwohnerwehren und die Technische Nothilfe unterstellt worden.
Während des Kapp-Putsches 1920 sorgte Epp in Bayern zusammen mit dem Leiter der rechtsradikalen Einwohnerwehren Georg Escherich und dem Münchner Polizeichef Ernst Pöhner für den Sturz der sozialdemokratischen Regierung Hoffmann und für die Einsetzung der rechtsgerichteten bürgerlichen Regierung von Kahr. Im April desselben Jahres wurde das bayerische Freikorps Epp beim Ruhraufstand gegen die Rote Ruhrarmee eingesetzt. Anfang 1921 erhielt Epp das Kommando über die 7. (Bayerische) Division; sein Stabschef wurde der Hauptmann Ernst Röhm, der in der Feldmeisterei für die Verwaltung der Waffen zuständig war und die Wehrverbände illegal mit Waffen versorgte. Durch Röhm lernte Epp Adolf Hitler kennen. Wie Röhm waren führende Nationalsozialisten Bayerns wie Hans Frank, Rudolf Heß und die Brüder Gregor und Otto Strasser zuvor Angehörige des Freikorps Epp gewesen.
Im Juni 1921 wurde Epp zum Generalmajor befördert. Seiner Entlassung zu Ende des Jahres 1923 wegen Förderung und enger Kontakte zu rechtsradikalen Kreisen kam er zuvor, indem er als Generalleutnant zum 31. Oktober 1923 freiwillig die Reichswehr verließ. Die Armee war ihm Heimat geworden. Er ließ sich noch das zukünftige Recht zum Tragen einer Generalsuniform bestätigen. Zum Hitler-Ludendorff-Putsch bezog er keine eindeutige Position. Er vermittelte nur zwischen Röhm, der das Wehrkreiskommando besetzt hatte, und der Reichswehr.

### Nationalsozialistischer Politiker
1927 trat Epp in die Bayerische Volkspartei ein, aber schon ein Jahr später schied er wieder aus und schloss sich zum 1. April 1928 im Alter von 59 Jahren der NSDAP an (Mitgliedsnummer 85.475). In der Partei, die ihm wieder Anerkennung und Beachtung schenkte, sah er seine Werte wie Ehre und Vaterland, aber auch die Revision des Versailler Friedensvertrages und die Wehrhaftmachung Deutschlands sowie seinen militanten Antisemitismus am besten vertreten. Epp schien zu glauben, in der Partei Heimat und Ehren zu finden. Für die NSDAP war der bekannte General eine Vorzeigeperson, um weitere Anhänger im konservativen Bürgertum und Militär zu gewinnen. Diese Rolle übernahm er auch in der Gesellschaft zum Studium des Faschismus.
Im Mai 1928 wurde Epp als Spitzenkandidat der NSDAP Bayerns in den Reichstag gewählt. Die NSDAP errang bei dieser Wahl zwölf Mandate und Epp wurde ihr wehrpolitischer Sprecher. Dementsprechend handelten seine Reichstagsreden nur vom Thema der „Wehrhaftmachung Deutschlands“. 1932 beobachtete Epp für die NSDAP vor Ort die Genfer Abrüstungskonferenz, gegen die er massiv polemisierte. Im September 1932 wurde er von Hitler mit der Leitung des neuen Wehrpolitischen Amtes der NSDAP beauftragt, das dem Stab der Obersten SA-Führung angeschlossen war. Hitler wollte damit der SA Kompetenzen entziehen und diese gleichzeitig besser kontrollieren.
Die nationalsozialistische Machtergreifung in Bayern und die Gleichschaltung fanden am 9. März 1933 unter Berufung auf die Verordnung des Reichspräsidenten zum Schutz von Volk und Staat durch die Reichsregierung mit der Einsetzung Epps als Reichskommissar für Bayern statt. Ihm wurde so die vollziehende Gewalt übertragen, wobei er wiederum die Polizeibefugnisse des Innenministeriums an den Gauleiter Adolf Wagner delegierte und Heinrich Himmler zum Präsidenten der Münchner Polizei ernannte. Eine Woche später, nach dem Rücktritt der Regierung Held, übernahm Epp kommissarisch die Leitung der eingesetzten Staatsregierung mit Wagner als neuem Innenminister, Hans Frank als Justizminister, Ludwig Siebert als Finanzminister und Hans Schemm als Kultusminister. Himmler wurde zusätzlich Chef der gesamten Politischen Polizei Bayerns. Ferner gehörte Epp 1933 zu den Gründungsmitgliedern der Akademie für Deutsches Recht.
Am 10. April 1933, drei Tage nach Verkündigung des Zweiten Gesetzes zur Gleichschaltung der Länder mit dem Reich, wurde Epp Reichsstatthalter in Bayern. Er war der erste Reichsstatthalter, der aufgrund des Gleichschaltungsgesetzes ernannt wurde. In dieser Funktion sollte er im Auftrag und Namen des Reiches handeln und hatte die Aufgabe, das Land Bayern zu beaufsichtigen und für die Einhaltung der Politik der Reichsregierung Sorge zu tragen. Er besaß allerdings keine Exekutivgewalt und seine Kompetenzen gegenüber der Landesverwaltung enthielten nur die Ernennung und Entlassung des Vorsitzenden der Landesregierung und auf dessen Vorschlag die der Mitglieder der Landesregierung. Daneben verkündete er die Landesgesetze. Im Gegensatz zu den anderen Reichsstatthaltern war Epp aber kein NS-Gauleiter mit entsprechender Parteimacht. Er musste daher ständig mit den sechs bayerischen Gauleitern sowie der Staatsregierung mit dem Ministerpräsidenten Siebert und Innenminister Wagner um seine Kompetenzen ringen. Die seiner Ansicht nach entstandenen Auswüchse des „Schutzhaftsystems“ in Bayern mit durchschnittlich 4000 Häftlingen im Jahr 1933 versuchte er einzudämmen. Seine Intervention scheiterte allerdings am Widerstand vor allem des Innenministers Wagner, aber auch des Polizeichefs Himmler und des SA-Chefs Röhm. Ende 1933/Anfang 1934 setzte er sich für die Freilassung des Journalisten Erwein von Aretin und die des Polizisten Michael von Godin ein. Dass er durchaus linientreu agierte, zeigt sein Bericht an den Reichspräsidenten vom 27. Juni 1934. Er begründete seine Niederschlagung des Strafverfahrens gegen zwei SA-Männer wegen des Mordes an einem Kommunisten, indem er sich dem Antrag der Staatsanwaltschaft anschloss: „Die Durchführung des Verfahrens hätte […] zur unvermeidlichen Folge, daß die bedauerlichen Vorkommnisse in breiter Öffentlichkeit bekannt und erörtert würden. Die Autorität des Staates, das Wohl des Reiches und das Ansehen der Partei und der SA würden dadurch aufs Schwerste geschädigt.“
Mit dem zweiten Reichsstatthaltergesetz von 1935 wurden die Aufgaben Epps stärker auf die Repräsentation beschränkt. Sowohl er als auch die Staatsminister wurden der Fachaufsicht der Reichsminister in Berlin unterstellt. Aufgrund seines schwindenden Einflusses konnte er so 1936 trotz massiven Widerspruches die zusätzliche Übernahme des Wirtschaftsministeriums durch Siebert und des Kultusministeriums durch Wagner, die somit ein Zweipersonenkabinett bildeten, nicht verhindern.

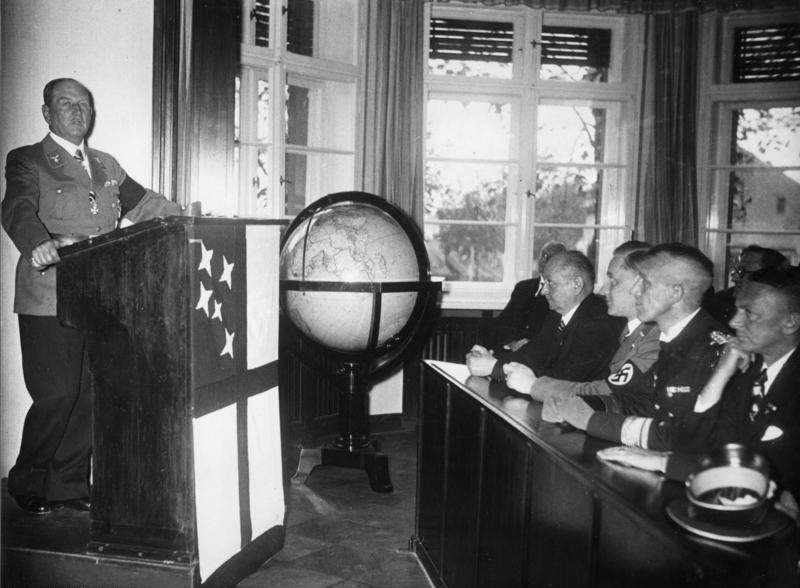
Franz von Epp hält 1938 die Eröffnungsrede im Kolonialpolitischen Schulungshaus in Ladeburg

Am 5. Mai 1934 ernannte Hitler Epp zum Reichsleiter des Kolonialpolitischen Amtes der NSDAP und im Mai 1936 zum Bundesführer des Reichskolonialbundes. Beide Ämter wurden 1943 abgeschafft. 1934 erhielt der leidenschaftliche Jäger die Berufung zum bayerischen Landesjägermeister. Ein Jahr später erhielt Epp am 25. Juli 1935 den Charakter als General der Infanterie und wurde zum Chef des Infanterieregiments 61 ernannt. 1936 nahm Epp an der Weltkraftkonferenz in Washington teil.
Auch noch während des Zweiten Weltkrieges vertrat Epp öffentlich rassistische Kerndogmen des Nationalsozialismus. Das belegt sein „Geleitwort“ zum Sonderheft „Unsere Kolonien. Die Aufgaben der deutschen Wissenschaft in den Kolonien“ des Jahres 1941 der Zeitschrift Deutschlands Erneuerung, die 1917 als Zeitschrift des Alldeutschen Verbandes zu erscheinen begann.
„Wenn wir uns heute des Wertes unserer rassischen Struktur bewußt sind und die rassische Reinhaltung als bestimmendes staatspolitisches Prinzip aufgestellt haben, so hat dieses Prinzip zu einem ganz wesentlichen Teil die geistige Seite im Auge. Wir wissen, daß wir gerade hier überragende Werte unseres Volkes haben, im Gegensatz eben zu den Völkern, die wir als Parasiten erkannt haben, weil sie von unserer geistigen Leistung leben, weil sie unsere Kultur kopieren und weil sie aus dieser Imitation heraus glauben, auf dieser Welt Herrschaftsansprüche anmelden, unser Volk bevormunden oder ausnutzen zu können.“
– Franz Ritter von Epp: Geleitwort zum Sonderheft „Unsere Kolonien. Die Aufgaben der deutschen Wissenschaft in den Kolonien“, 1941
Während des Zweiten Weltkrieges wuchs bei Epp die Abneigung gegen den Nationalsozialismus. Dabei übte er keine Kritik an dessen Zielen und Werten, sondern stieß sich allein an einzelnen Parteifunktionären.
Sein Adjutant Günther Caracciola-Delbrück versuchte ihn im April 1945 für die Widerstandsgruppe Freiheitsaktion Bayern (FAB) zu gewinnen. Epp sollte für Bayern den Staatsnotstand erklären, die vollziehende Gewalt übernehmen sowie den US-Amerikanern die Kapitulation anbieten. Am 27. April 1945 verweigerte er sich allerdings der Teilnahme mit der Begründung, dass er seinen Freunden, den Militärs, nicht in den Rücken fallen könne. Am nächsten Tag schlugen Gauleiter Paul Giesler und der Kampfkommandant Münchens, Generalleutnant Hübner, den Aufstand der Freiheitsaktion Bayern mit Hilfe von SS-Einheiten blutig nieder. Gießler und Huebner ließen noch ca. 200 Menschen hinrichten, unter anderem Major Caracciola. Auch Epp wurde verhaftet. Huebners Versuch, auch Epp hinrichten zu lassen, wurde durch ausdrückliches Verbot Kesselrings verhindert. In Salzburg wurde Epp Anfang Mai von der US-Armee in Gewahrsam genommen. Es folgte die Verlegung in das Camp Ashcan im luxemburgischen Bad Mondorf, wo er bis August 1945 interniert war.
Aufgrund des Gesetzes zur Befreiung von Nationalsozialismus und Militarismus wurde im Sommer 1945 die General-von-Epp-Kaserne in Garmisch-Partenkirchen in Artillerie-Kaserne umbenannt.
Am 31. Januar 1947 starb Franz Ritter von Epp im Alter von 78 Jahren in Internierungshaft in einem Münchner Krankenhaus. Er wurde auf dem Münchner Waldfriedhof bestattet.

## Ehrungen
- 1933 verliehen viele Gemeinden und Städte des Freistaates Bayern dem Reichsstatthalter Epp, wie beispielsweise auch dem Reichskanzler Hitler, die Ehrenbürgerschaft, ohne dass er einen engeren Bezug zu diesen hatte. Das waren unter anderem:
  - die Stadt Augsburg, 1946 aberkannt
  - die Stadt Aichach, 1945 aberkannt
  - die Stadt Bad Reichenhall, 1946 aberkannt
  - die Stadt Coburg, 1946 aberkannt
  - die Stadt Eggenfelden, 2011 aberkannt
  - die Stadt Helmbrechts, 1946 aberkannt
  - die Stadt Kolbermoor, 1946 aberkannt
  - die Gemeinde Kreuth, aufgehoben
  - die Stadt Laufen (Salzach), 1945 aberkannt
  - die Stadt Ludwigshafen am Rhein, 1945 aberkannt
  - der Markt Mittenwald, nach Zusammenbruch des Dritten Reichs als nichtig betrachtet
  - die Stadt München, 1946 aberkannt
  - die Stadt Neunburg vorm Wald, mit dem Tod erloschen
  - die Stadt Passau, aufgehoben
  - die Stadt Rosenheim, 1945 aberkannt

- Die Gebirgs-Motor-Sportschule des Nationalsozialistischen Kraftfahrkorps (NSKK) in Kochel am See wurde nach ihm benannt.
- Das Motorsportgelände (Langbahn) der Gemeinde Herxheim bei Landau/Pfalz wurde in nationalsozialistischer Zeit in „Ritter-von-Epp-Stadion“ umbenannt. Nach dem Krieg übernahm man wieder die ursprüngliche Bezeichnung „Waldstadion Herxheim“, welche noch heute in Gebrauch ist.